# Bundesparteitag der AfD 2025

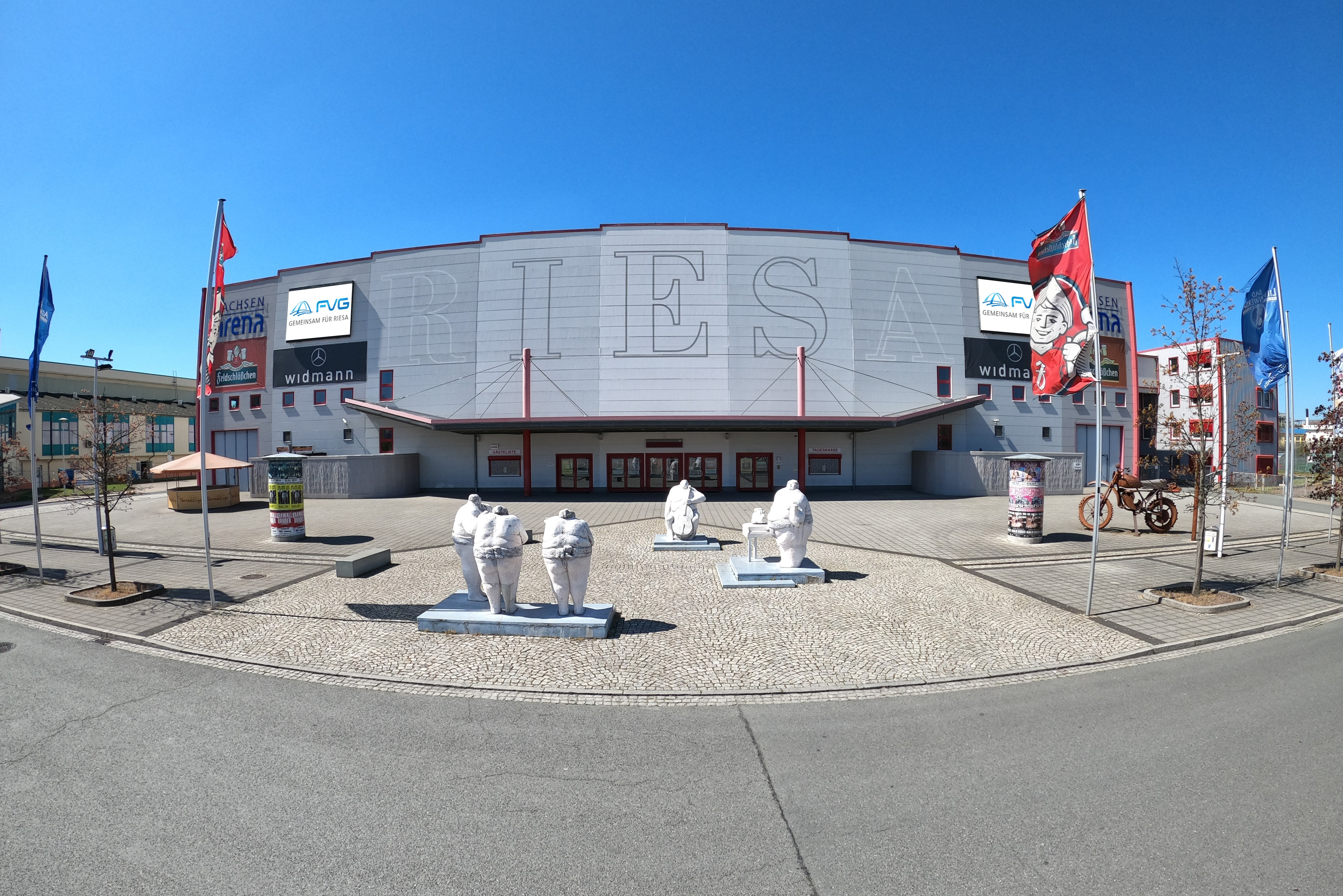
WT Energiesysteme Arena

Der 16. Bundesparteitag der Alternative für Deutschland fand am 11. und 12. Januar 2025 in der sächsischen Stadt Riesa statt.

## Parteitag
Der Parteitag fand in der WT Energiesysteme Arena statt, in der bereits der AfD-Bundesparteitag 2022 stattgefunden hatte. Grund war die vorgezogene Bundestagswahl am 23. Februar 2025, für die die AfD ein Wahlprogramm erstellen müsste. Im Wahlprogramm wurde der umstrittene Begriff „Remigration“ mit aufgeführt, verbunden mit der Forderung nach Abschiebungen. Außerdem standen eine stärkere Förderung des traditionellen Familienbilds und die Ablehnung von Klimaschutzmaßnahmen wie den Ausbau von Windkraftanlagen im Vordergrund. 
Erstmals in der Geschichte der Partei stellte die AfD eine Kanzlerkandidatin auf. Die Kandidatenkür von Co-Parteichefin Alice Weidel fand per Akklamation statt, indem sich die zustimmenden Delegierten von den Plätzen erhoben. Sichtbare Gegenstimmen wurden nicht registriert.
Ebenso wurde die Gründung einer neuen Jugendorganisation als Ersatz für die als „gesichert rechtsextrem“ eingestufte Junge Alternative für Deutschland (JA) beschlossen. 
Kommentatoren sahen ferner in der Erklärung der Unionsparteien zum Hauptgegner einen Richtungswechsel.

## Rezeption

### International
Durch die Verlinkung des Livestreams des Parteitags auf seiner Plattform X verhalf Elon Musk der AfD international zu großer Reichweite, weltweit wurde der Livestream 7,2 Millionen X-Nutzern angezeigt. Musk wirbt seit einiger Zeit für die AfD und führte kurz vor dem Parteitag ein Online-Live-Gespräch mit Alice Weidel.

### Gegendemonstrationen
Zahlreiche Organisationen, Parteien und Gewerkschaftsverbände riefen im Vorfeld zu Gegendemonstrationen gegen den Parteitag auf, darunter das Bündnis „Widersetzen“ und der deutsche Gewerkschaftsbund. Die Polizei erwartete rund 10.000 Demonstranten und kündigte eine große Präsenz mit Unterstützung aus anderen Bundesländern an. Dabei sollten in der Umgebung des Parteitags selektive Personenkontrollen stattfinden, um gewalttätige Ausschreitungen zu verhindern.
Die Initiatoren der Gegenproteste gingen nach den Aktionen des 11. Januar 2025 von rund 15.000 Teilnehmern aus. Zu den Aktionen gehörten unter anderem Sitzblockaden, um den Parteitag zu ver- bzw. behindern. Die Polizei wandte nach entsprechender Warnung Zwangsmaßnahmen zur Räumung der Zufahrts- und Rettungswege an. Zeugen berichteten anschließend über Fälle von übermäßiger Polizeigewalt. So wurde der Leipziger Linken-Abgeordnete im Sächsischen Landtag Nam Duy Nguyen tätlich angegriffen, obwohl er als parlamentarischer Beobachter erkennbar war, was allerdings ein selbst verliehener, rechtlich nicht existenter Status ist. Außerdem wird gegen einen Polizisten ermittelt, der seinen Polizeihund gegen einen Demonstranten geschubst haben soll. Der Hundetrainer Martin Rütter sowie die Tierschutzorganisation PETA sprachen von „Tiermissbrauch“. Am Rande des Parteitags wurden 34 Straftaten registriert und sechs Beamte leicht verletzt.